# Borsa (település)
Borsa (románul Borșa, németül Borscha, ukránul Бoршa, jiddisül בורשא) város Romániában, Máramaros megyében, a történelmi Máramarosban.

## Fekvése
A városközpont 665 méteres tengerszint feletti magasságban, a Visó partján, Máramarosszigettől 83 km-re délkeletre, a Radnai-havasok lábánál, a Nagy-Pietrosz csúcs északi oldalán fekszik. Itt torkollik a Visóba a Borsa-patak.
Tőle 11 km-re kelet–délkeletre, a folyó forrásvidékén, 860–900 m magasan található Borsafüred (Complex turistic Borșa). Ettől keletre emelkedik a Borsai-hágó (más néven Priszlop-hágó).
A kettőt összekötő műút két oldalán is épületek sorakoznak, és a városhoz tartozik még néhány további külterületi lakott hely (Poienile-Borșei, Repedea, Pietroasa, Șesul Poienii).

## Története
Vidékét II. Endre a Német Lovagrendnek adományozta. A települést 1365-ben említették először. Előbb a Drágffyak konyhai uradalmához tartozott, 1450-ben az alsóvisói nemesek birtokolták, később román kisnemesi falu volt.
1717. szeptember 14-én  a máramarosi nemesek és a román, valamint magyar parasztok Sándor Lupu pópa (egykori kuruc) vezérletével a Sztrimtura nevű helyen csapdába csalták és megsemmisítették a közeli Tatár-hágón betörő tatár sereget. 15 ezer tatár esett el és kiszabadult a több ezer, Erdélyből elhurcolt rabjuk.
1720-ban 31 nemesi és két jobbágytelket írtak össze. 1750 körül költöztek be zsidó kereskedők Galíciából. 1800-ban már 250 zsidó élt Borsán, akik a haszid vallási irányzathoz tartoztak. Egy helyi haszid legenda szerint egykor Baál Sém Tóv is járt a településen.
Román lakói 1786-ban erdei haszonvételekből, fakitermelésből, szarvasmarha-tenyésztésből és szőttesek készítéséből tettek szert jövedelemre. Közelében korábban aranyat is fejtettek, de a lelőhelyek ekkorra már kimerültek. A 19. század első felében fejlődött azonban ki később önállósuló rézbányász telepe, Borsabánya.

### A 19. század második felében
1848-ban a kiváltságaik elvesztése miatt elégedetlenkedő korábbi nemesek nemcsak „pazsurát” (címeres levelet) fogadtak el Karl von Urbantól, az erdélyi császári sereg ezredesétől, de marháik nagy részét is Naszódra menekítették és határőröket hívtak be a falu védelmére. November 8-án az idelátogató Szaplonczay József főszolgabíró és országgyűlési képviselő hasztalanul próbálta őket kibékíteni. A máramarosszigeti és a szabolcsi nemzetőrök kiűzték a határőröket. Néhány faluszéli házat fölégettek ugyan, de Szaplonczay fellépése megmentette a falut a pusztulástól. A statáriális bíróság öt embert ítélt halálra, a rabságra ítéltek közül később többen beléptek a honvédseregbe. Görögkatolikus papját, Szálka Mihályt később a császári szervek vonták felelősségre, amiért „Erdélybe járt izgatni” a császár ellen.

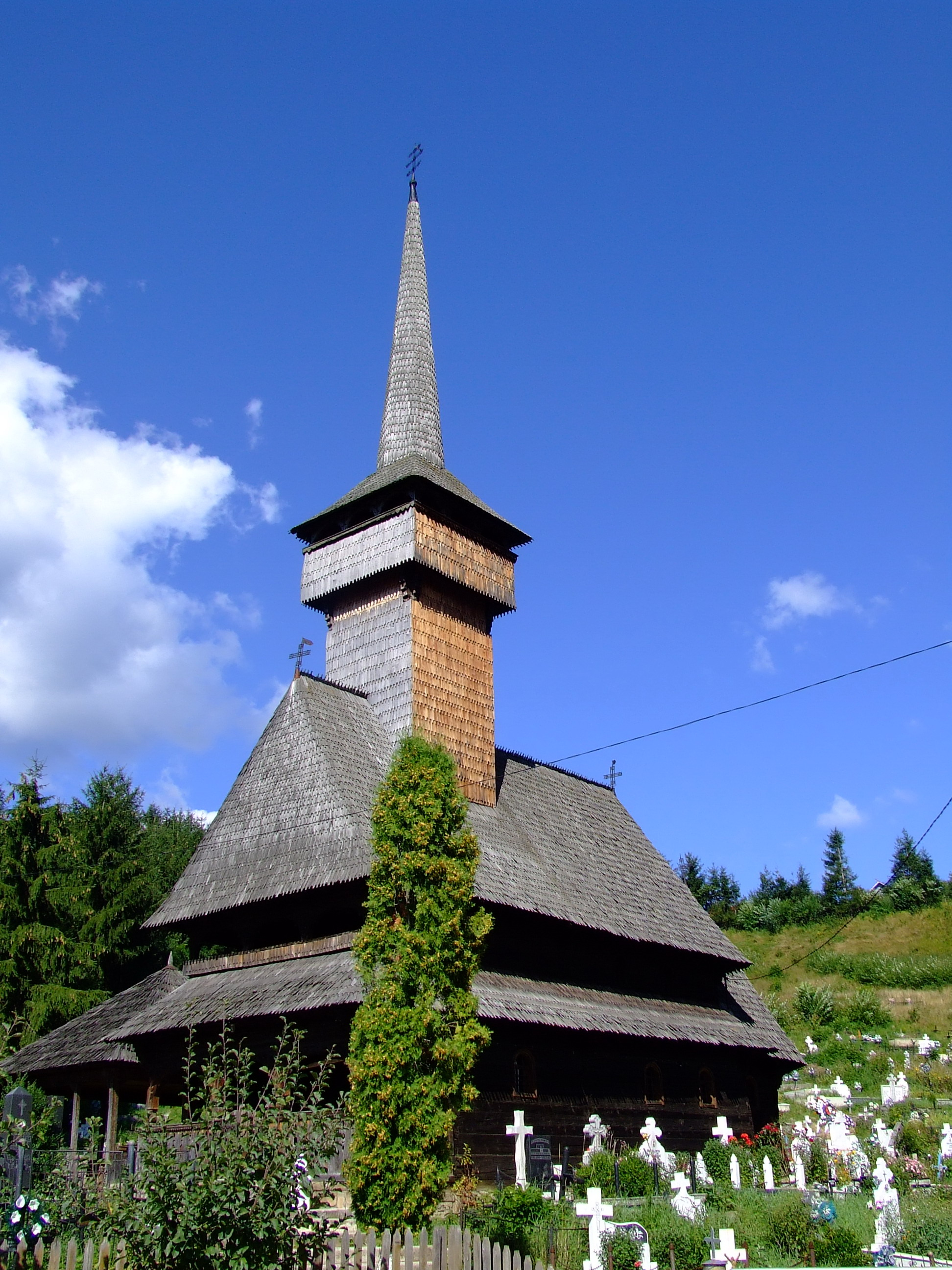
A Szent arkangyalok fatemplom

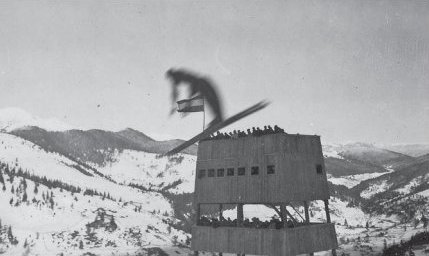
A borsafüredi síugrósánc átadása 1944. február 20

Az 1890-es években Pollák Jehuda Meir kezdte meg Borsafüred üdülőhely kiépítését, az ott található ásványvízforráshoz kapcsolódóan. 1894-ben megalapították a Borsai Takarékpénztárat és első gyógyszertárát, 1913-ban pedig az Alsóvisó–Borsa-vasútvonal elkészültével kiépült a vasúti összeköttetés Máramarosszigettel.

### Az első világháború után
Az 1920-as években az 550 borsai zsidó családfő közül 150 volt munkás, 100 földműves és 80 kiskereskedő. 1930 júniusában a helyi rendőrség letartóztatott két helyi fiatalt, mire a fellázadt tömeg betört a csendőrörsre. 1930 nyarán, valószínűleg egy Dănilă nevű legionárius felbujtására elkövetett gyújtogatás miatt keletkezett tűzben 128, többségében zsidó ház égett le. 1934-ben kb. harminc borsai zsidó család költözött Palesztinába. 1941 nyarán a magyar hatóságok negyven zsidó családot toloncoltak ki Galíciába, ahol a Kamenyec-podolszkiji tömegmészárlás áldozataivá váltak. 1944 áprilisában zsidó lakosságát a felsővisói gettóba hurcolták. A deportálásból 395 borsai és környékbeli zsidó tért vissza. Hitközségük az 1950-es évek elejéig működött, amikor kivándoroltak Izraelbe.
A második bécsi döntés értelmében újra Magyarországhoz került. Borsafüreden síközpontot terveztek, melyre alapozva a téli olimpia rendezését is megpályázták volna. Ennek keretében 1941-ben építették ki az első sípályát, melyet menedékházak, illetve síugrósánc kialakítása követett. A fejlesztéseket a második világháború derékba törte, azokat az ismét Romániához kerülő üdülőhelyen nem fejezték be.
Borsát 1968-ban nyilvánították várossá.
1992-ben tették le az ortodox Urunk mennybemenetele fatemplom alapkövét, melyet 1998-ban szenteltek fel. A templom 2023. április 9-én, az ortodox virágvasárnap napján leégett.

## Népesség
- 1838-ban 3098 görögkatolikus, 306 zsidó és 24 római katolikus vallású lakosa volt.[12]
- 1910-ben 9343 lakosából 6493 román (69,49%), 2321 német és jiddis (24,82%), 378 magyar (4,04%) és 133 ruszin (1,42%) anyanyelvű; 6516 görögkatolikus, 2260 zsidó, 412 római katolikus és 140 ortodox vallású volt.
- 2002-ben 21 232 lakosából 20 997 volt román, 103 cigány és 73 magyar nemzetiségű; 20 549 ortodox, 184 adventista, 172 római katolikus, 156 görögkatolikus és 136 pünkösdista vallású lakosa volt.

## Közlekedés
Az 1913-ban kiépült Alsóvisó–Borsa-vasútvonal egyvágányú, nem villamosított, normál nyomtávú. Alsóvisónál kapcsolódik a Szálva–Alsóvisó–Visóvölgy–Máramarossziget-vasútvonalhoz. 1997-ben a személy-, majd 2008-ban a teherszállítás is megszűnt.

## Látnivalók
- Borsafüred Máramaros megye legnagyobb üdülőhelye és síparadicsoma.
- Az 1717-es győzelem emlékműve (Preluca Tătarilor), Borsafüredtől keletre.
- Ortodox Szent arkangyalok fatemplom

## Híres emberek
- Itt született 1909-ben Israel Polack chilei–izraeli textilgyáros.
- Itt született 1963-ben Frank Timiș aranybányamágnás.

## Borsa az irodalomban
- Bodor Ádám több művébe, így a Sinistra körzetbe is beépítette a város környékén szerzett élményeit.